# Графство Салона
Графство Салона — государство крестоносцев, созданное после завершения Четвёртого крестового похода (1204) на территории центральной Греции. Столицей графства был город Салона (современная Амфиса; фр. La Sole, итал. La Sola).

## История
Первым графом Салоны был Томас I Д’Отременкур (или де Стрононкор), который был назначен на эту должность королём Фессалоники Бонифацием I Монферратским в 1205 году. В 1210—1212 годах был оккупирован войсками Эпирского царства. Позже Салона стала вассалом Ахейского княжества, но спустя годы попала в зависимость от набирающего силы Герцогства Афинского.
Начиная с 1318 года, графством управляла каталанская семья Фадрике, которая впервые употребила в отношении государства термин «графство Салона». В 1380—1381 году графство было самым могущественным государством-вассалом Каталонии в центральной Греции, на втором месте была Фессалия, на третьем — маркграфство Бодоница.
Вдовствующая графиня Хелена Асанина Кантакузена не пользовалась любовью народа, и поэтому в 1394 году ворота города были открыты его жителями для турок Баязида I. В 1402 году на короткое время графство попало в вассальную зависимость от Морейского деспотата. В 1404 году Салона была передана деспотом Феодором I Палеологом госпитальерам, но уже в 1410 году была завоёвана турками.

## Правители
семья Д’Отременкуров/де Стронкоров
- 1205—1210: Томас I д’Отременкур
- 1212—1258: Томас II д’Отременкур
- Уильям д’Отременкур (сын Томаса II)
- 1294—1311: Томас III д’Отременкур, сын Уильяма, убит в битве при Кефиссе.

вторжение каталанцев
- 1311—1318: Роже Десслор
- 1318—1338: Альфонсо Фадрике
- 1338—1350: Педро I Фадрике, старший сын Альфонсо.
- ок. 1355 — 1365: Жайме Фадрике, второй сын Альфонсо, управлял графством номинально.
- 1365—1380: Луис Фадрике, сын Жайме.

вторжение наваррцев
- 1382—1394: Мария Фадрике, дочь Луиса, регентша при её матери Хелене Асанине Кантакузене.

Первое османское завоевание (1394 — ок. 1402/1403)
Завоевание Мореей (1402/1403 — 1404)
Госпитальеры (1404—1410)
Второе османское завоевание